# Prüfstand VII

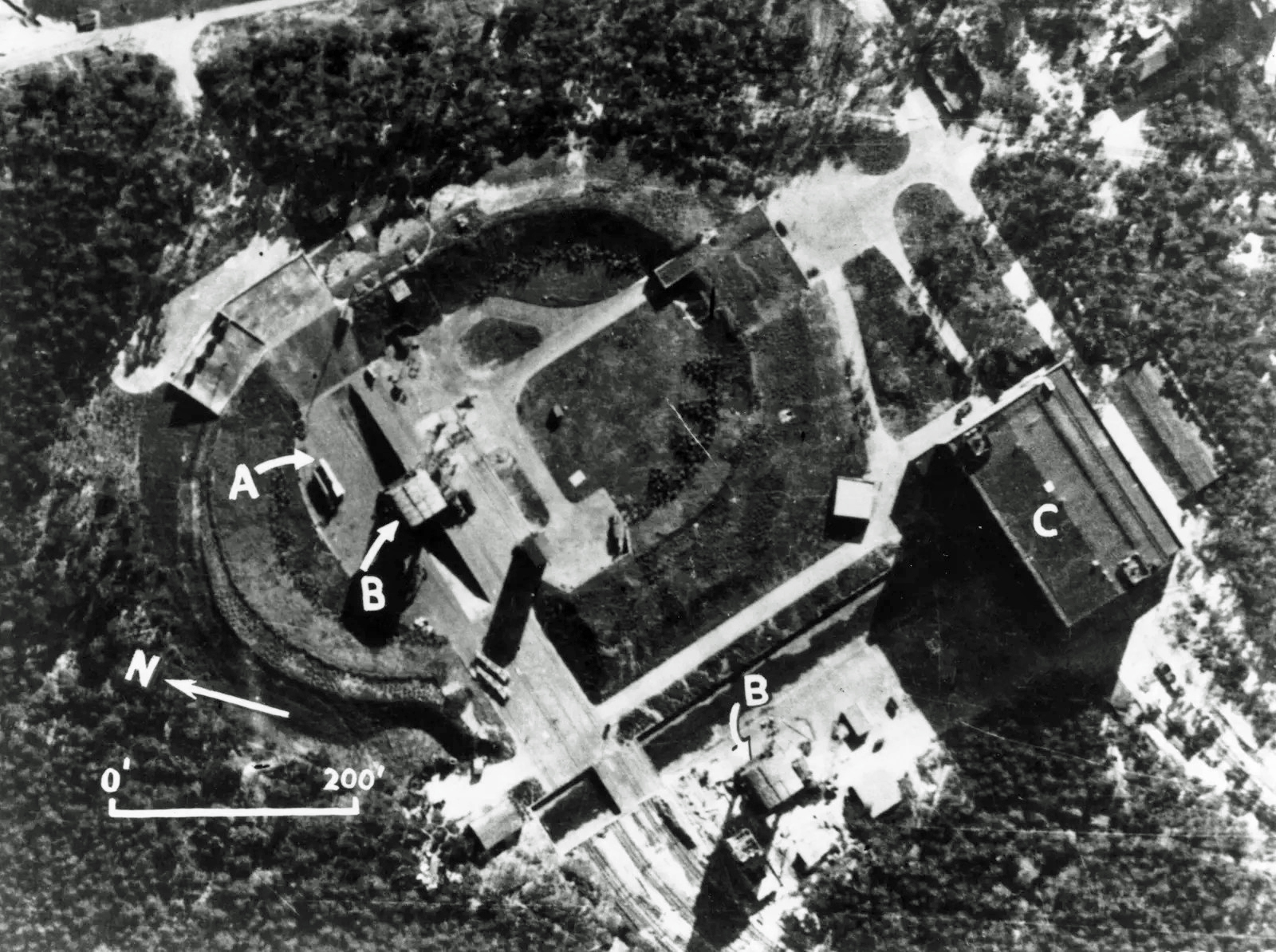
Luftaufnahme der Royal Air Force vom 23. Juni 1943

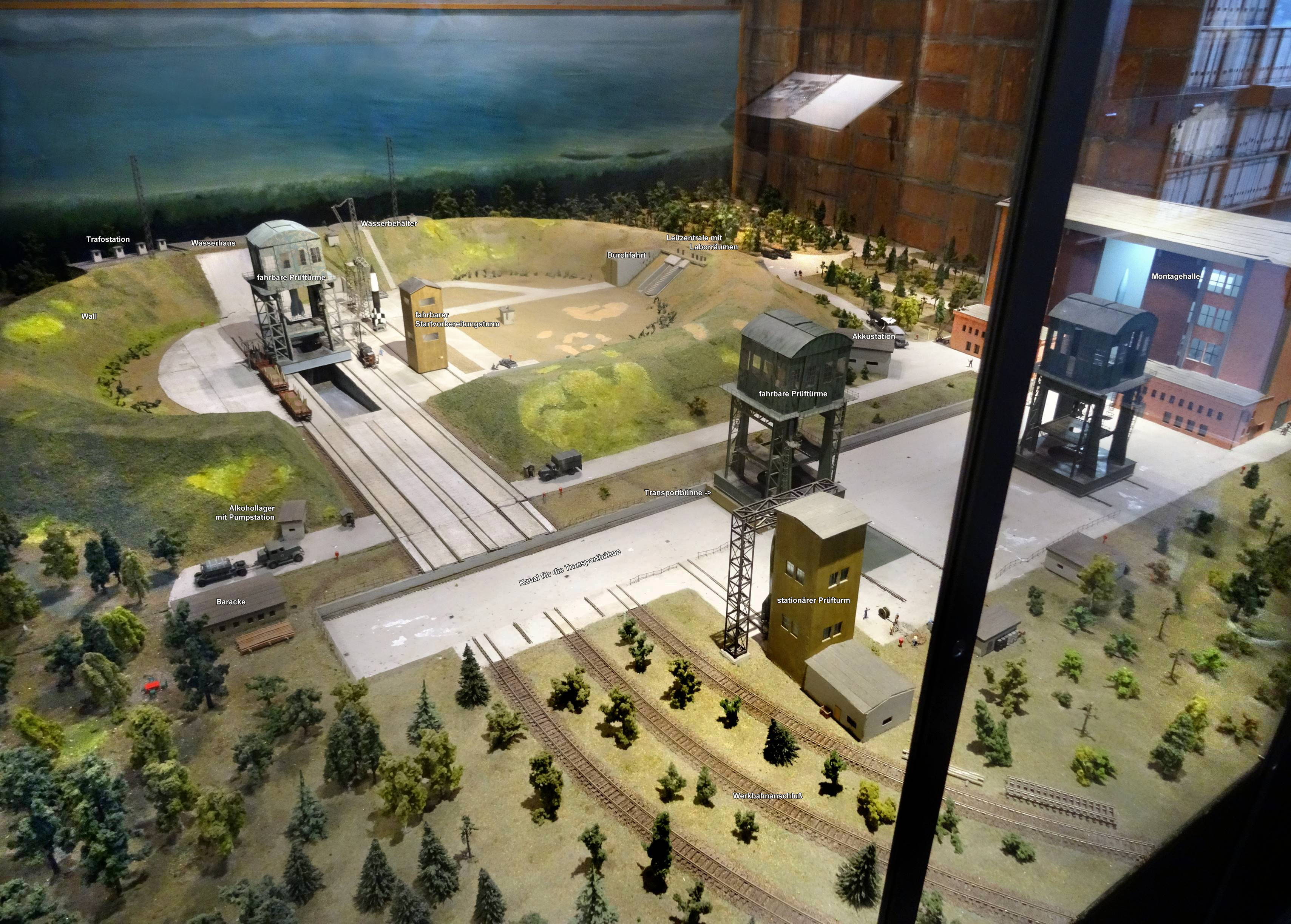
Modell des Prüfstands VII im Historisch-Technischen Museum Peenemünde, 2020

Der Prüfstand VII der Heeresversuchsanstalt Peenemünde (HVP) war im Zweiten Weltkrieg der wichtigste Entwicklungs- und Schulungs-Startplatz für die Raketenwaffe Aggregat 4 (auch bekannt als A4-Rakete oder unter dem Propagandabegriff „Vergeltungswaffe 2“, kurz „V2“).

## Beschreibung
Der Prüfstand war von einem ovalen Erdwall mit den Außenmaßen von ungefähr 100 × 150 Metern umgeben, der eine Arena formte und inoffiziell auch „Arena“ genannt wurde. Der 17 m hohe Wall bot im Inneren Schutz vor Seewind und Flugsand. In ihm integriert waren neben dem mit Panzerglas gesicherten Startleitstand, eine Trafostation für die Stromversorgung der Anlage und zur Vorhaltung von Kühl-, Spül- und Löschwasser ein Wasserhaus mit Wasserbehältern. Im Zentrum der Arena befanden sich die Startstelle mit Startmasten, eine Abgasschurre zur Umlenkung des bis zu 2500 °C heißen Raketenmotor-Gasstrahls bei Raketentests im Brennturm und nach Bedarf mobile Prüftürme. Außerhalb des Walls gab es u. a. eine Transportbühne für die mobilen Prüftürme, den Werksbahnanschluss, das „Alkohollager“ (Ethanol war der A4-Treibstoff), die Akkustation zur Wartung der Akkus der Bodenanlage und der A4-Bordbatterien und eine 32 Meter hohe Montagehalle.
Zur besseren Verfolgung der Tests und Starts wurde 1941 am Prüfstand eine Fernsehanlage installiert mit der u. a. die Anzeige der Waage zur Messung des Schubs bei Triebwerkstest in den Leitstand übertragen wurde. Die von Walter Bruch entwickelte Übertragung war die erste Anwendung des industriellen Fernsehens weltweit.
Der Prüfstand VII war für die A4-Rakete überdimensioniert; schon bei Baubeginn im Jahre 1938 wurde er von der Größe her für die A9/A10-Rakete geplant. Deren Durchmesser hätte bei der Startstufe 4,12 Meter betragen sollen. Von der A10 wurde aber nie auch nur eine einzelne Komponente gefertigt. Die A9/A10-Rakete („Amerika-Rakete“) hätte möglicherweise die USA erreichen können.

## Betriebszeit

### Raketenstarts

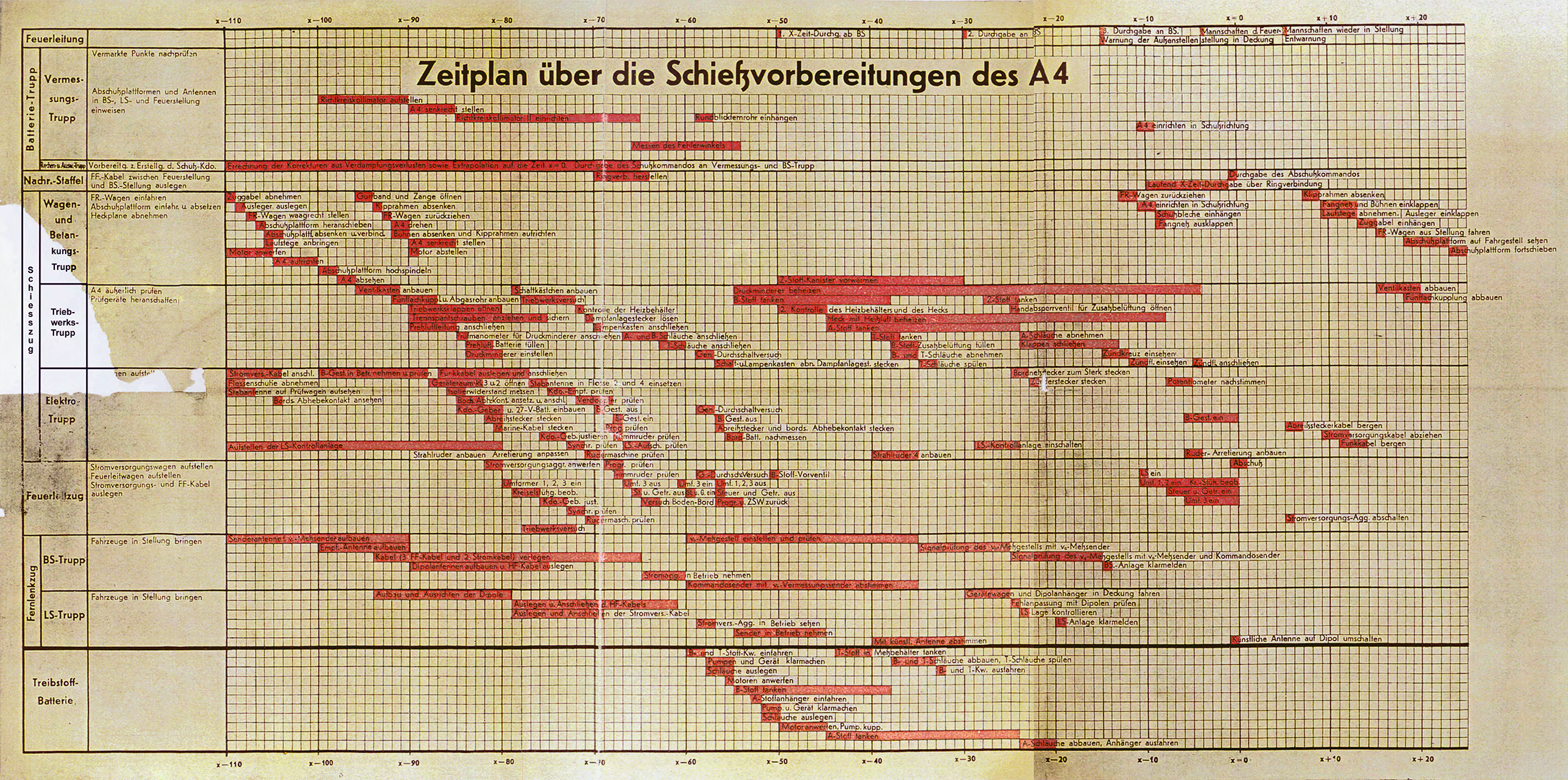
Zeitplan der letzten 110 Minuten bis zum Start des A4 (Anhang „X-Zeitplan“-Gantt-Diagramm der A4-Fibel, 1944)

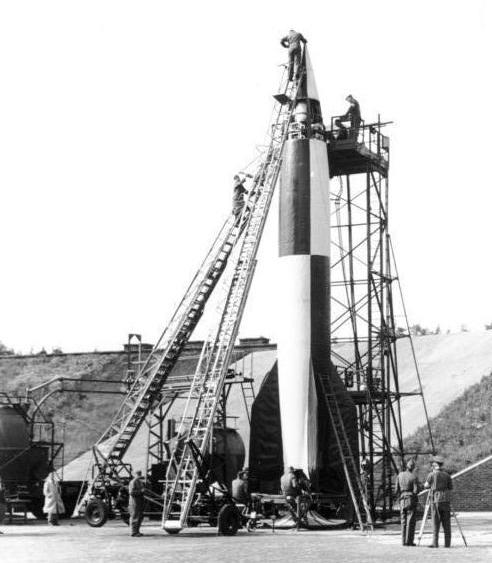
Startvorbereitungen für eine A4-Erprobung im Prüfstand VII, März 1942

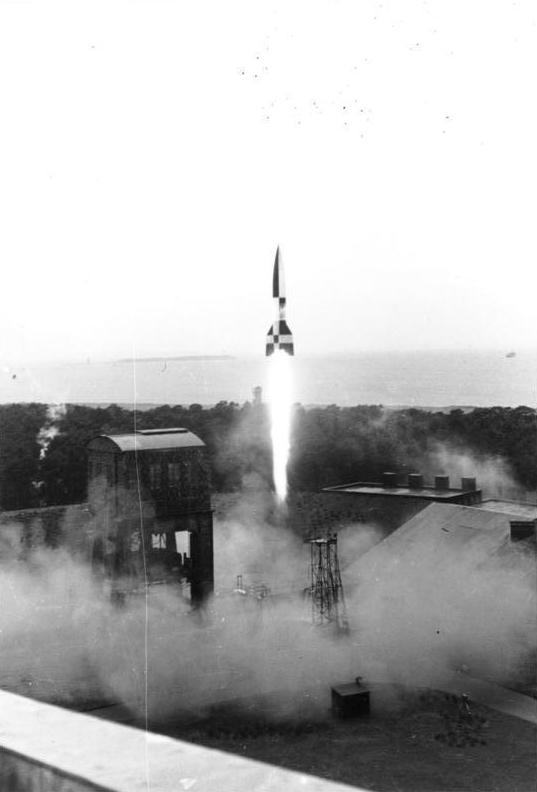
Start einer A4 vom Prüfstand VII (Blickrichtung Nordost, mit Greifswalder Oie), März 1942

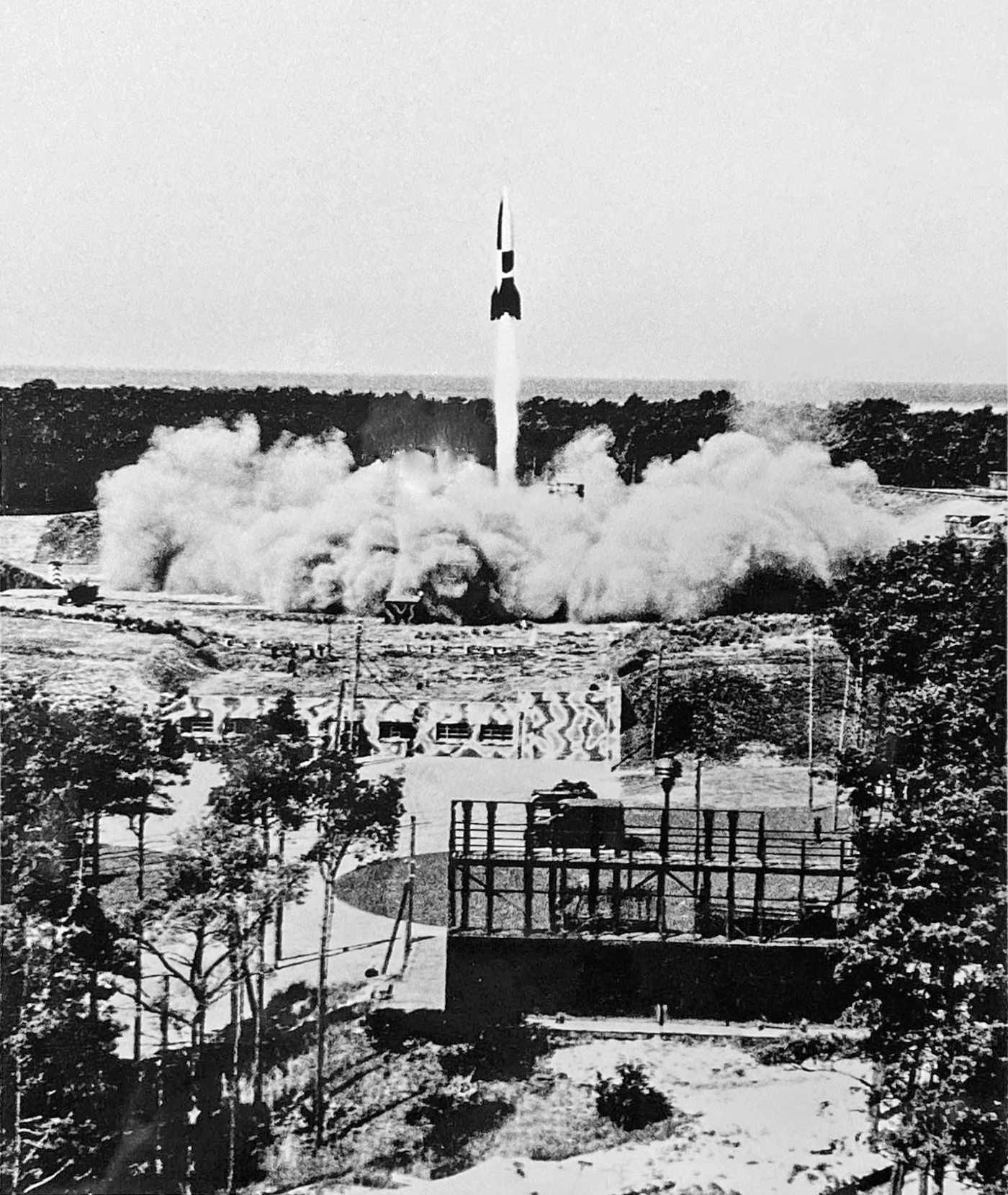
Start einer A4 vom Prüfstand VII (Blickrichtung Nordwest), 1943

Der Prüfstand VII wurde 1938 errichtet. Vom März 1942 bis zur Räumung im Februar 1945 erfolgten von ihm im Rahmen der Entwicklung über 130 belegte A4-Starts bzw. Startversuche (s. Liste der Versuchsstarts der A4-Rakete). Dabei gelang am 3. Oktober 1942 der erste erfolgreiche Start und nach damaligem Verständnis der erste Vorstoß in den Weltraum, da das A4 eine Gipfelhöhe von 84,5 km erreichte.
Neben den Funktionstests der Rakete und ihrer Komponenten dienten die Starts der „Erkennung der Luftzerleger“, die im Sommer 1944 als mangelnde Festigkeit der Behälterwandungen geklärt wurden. Darüber hinaus wurde eine reproduzierbare Startprozedur, der „Zeitplan für die Schießvorbereitungen des A4“, entwickelt und bis Oktober 1943 die Ausbildung der sogenannten „Fernraketen-Truppe“ für den Raketenwaffen-Einsatz „zur Bekämpfung von Flächenzielen auf große Entfernungen“ unterstützt. Nach der Bombardierung von Peenemünde im Oktober 1943 wurde die Lehr- und Versuchsbatterie 444 zur Ausbildung der Bedienmannschaften unter feldmäßigen Bedingungen auf andere Übungsplätze (SS-Truppenübungsplatz Heidelager, SS-Truppenübungsplatz Westpreußen) verlegt.
Direkte militärische Einsätze der A4-Rakete waren wegen fehlender Reichweite vom Prüfstand aus nicht möglich.
Die operativen Aufgaben bei den Prüf- und Startvorgängen organisierten die Betriebsleiter des Prüfstands, darunter Dieter Huzel und Kurt Debus, in mehreren Arbeitsgruppen (s. „Zeitplan“). Die beiden wichtigsten Gruppen waren der „Triebwerkstrupp“ (zuständig für die mechanischen, die Flüssigkeits- und die Antriebs-Systeme) und der „Elektrotrupp“ (zuständig für Elektrotechnik, Steuerung und Instrumente).
Der Prüfstand VII war bis zur Räumung im Februar 1945 kontinuierlich in Benutzung – trotz der Schäden durch den britischen Luftangriff Mitte August 1943 („Operation Hydra“) und dreier weiterer Bombardierungen der USAAF am 18. Juli sowie 4. und 25. August 1944.
Kurt Debus war bei der Räumung der letzte Betriebsleiter des Raketenstartplatzes. Bereits ab Juni 1945 arbeitete er bei der Operation Backfire für die Briten, die unmittelbar nach Kriegsende für die Alliierten das technische Grundlagenwissen und die operative Handhabung der deutschen A4-Raketentechnik sicherten und im Oktober 1945 mit drei A4-Starts in Cuxhaven verifizierten. Ende 1945 kam Debus mit der Operation Paperclip in die USA und leitete bis 1974 viele wichtige Raketenstarts inkl. der Starts des Apollo-Programms vom Kennedy Space Center.

### Auswirkungen
Die Tätigkeiten am Prüfstand VII, um das A4 zur serien- und einsatzreifen Raketenwaffe zu entwickeln, erforderte komplexe wissenschaftliche, technische und logistische Voraussetzungen, die von der Heeresversuchsanstalt Peenemünde bereitgestellt wurden. Beim Bau und Betrieb der benötigten Anlagen wurden Zwangs-, Fremdarbeiter, KZ-Häftlinge und Kriegsgefangene eingesetzt. Dazu existierte in Peenemünde seit Juni 1943 ein KZ-Außenlager. Zusätzlich gab es ein zweites KZ, ein Kriegsgefangenenlager in Karlshagen und die Lager Trassenheide in denen insgesamt 1400 Häftlinge untergebracht waren.
Mindestens 171 Häftlinge, die zwischen November 1943 und September 1944 starben, wurden im Krematorium Greifswald verbrannt, andere Leichen wurden vor Ort verscharrt. Zudem gab es bei den vier alliierten Bombenangriffen auf die Heeresversuchsanstalt zahlreiche Opfer.
Der Kriegseinsatz, die Starts der seriengefertigten A4-Raketen von  mobilen Startrampen und von verschiedenen Standorten aus, forderte beim Einschlag in den Zielgebieten mehr als 8000 Menschenleben, hauptsächlich Zivilisten. Die größte Zahl an Opfern durch eine Rakete war am 16. Dezember 1944 in Antwerpen zu beklagen; sie traf das vollbesetzte Kino „Rex“ und tötete 567 Menschen. Darüber hinaus starben bei der Serienproduktion, die die Mittelwerk GmbH organisierte, durch unmenschliche Lebens- und Arbeitsbedingungen, Krankheiten sowie Misshandlungen mindestens 20.000 KZ-Häftlinge.

## Nachkriegszeit
Zwischen 1948 und 1961 wurde die technische Anlage weitgehend von der sowjetischen Besatzungsmacht zerstört. Heute sind nur noch wenige Reste des Prüfstandes wie der Wall und die Abgasschurre zu erkennen.

## Heute

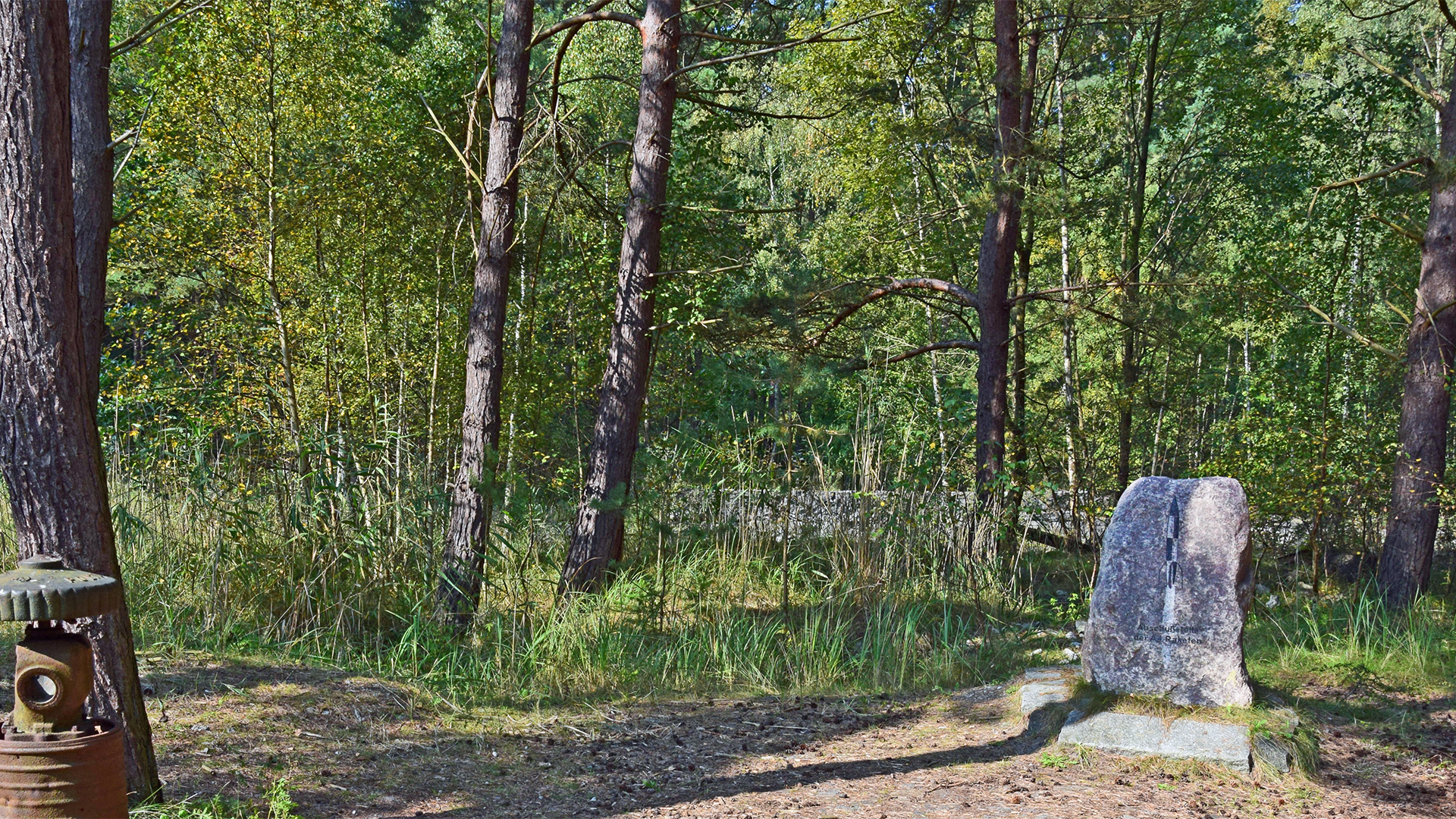
Das Zentrum des Prüfstands VII im Jahr 2014. Zu sehen sind der alte Hydrant und der heutige Gedenkstein. Die Inschrift lautet "Startstelle der A4-Raketen". Im Hintergrund ist die graue Betonwand der Abgasschurre zu erkennen.

Heute ist der Prüfstand VII in der Heeresversuchsanstalt Peenemünde auf dem Peenemünder Haken ein Naturschutzgebiet. Die Anlagen werden durch den Museumsverein Peenemünde e. V. gepflegt. Der Prüfstand VII ist durch den Verein freigelegt worden und 2016 wurden durch deutsche und englische Museumsmitglieder umfangreiche geographische Vermessungen vorgenommen. In enger Zusammenarbeit entstand eine dreidimensionale Rekonstruktion des Teststandes. Der Verein führt im Bereich der ehemaligen Heeresversuchsanstalt unterschiedlichste Projekte zum Erhalt und zur Dokumentation durch.
Der Prüfstand VII ist Gegenstand des gleichnamigen Films von Robert Bramkamp von 2001, welcher in essayistischer Form den Mythos Rakete untersucht.